# 스캣맨 존
존 폴 라킨(John Paul Larkin, 1942년 3월 13일 ~ 1999년 12월 3일)은 미국의 음악가이다. 스캣맨 존(Scatman John)이라는 예명으로 널리 알려져 있으며 퓨전 스캣과 춤곡을 유행시켰다.
대표곡으로 1995년에 발표한 〈Scatman (Ski Ba Bop Ba Dop Bop)〉가 있다. 이 노래는 자신이 갖고 있던 말더듬이 증세를 스캣 창법으로 해석한 노래로 널리 알려져 있다. 1999년 12월 3일에 폐암으로 세상을 떠났다.

## 앨범
- 《John Larkin》 (1986년)
- 《Scatman's World》 (1995년)
- 《Everybody Jam!》 (1996년)
- 《Take Your Time》 (1999년)
- 《Listen to the Scatman》 (2001년, 사후 발매)